# Gentilotti (Adelsgeschlecht)

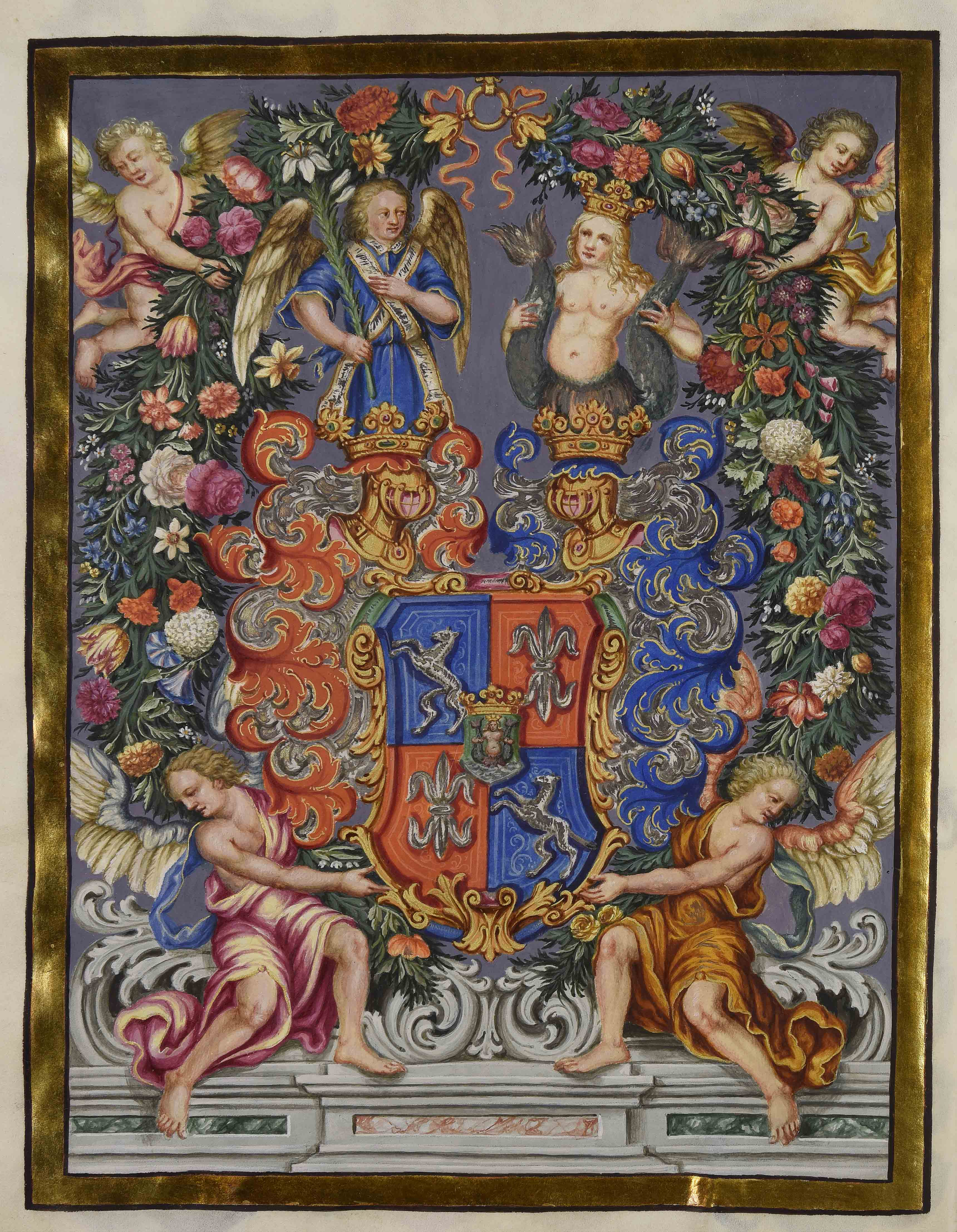
Wappen Gentilotti von Engelsbrunn, 1685

Die Gentilotti (auch Gentiloti, Gentilott, Zentilott) zu Engelsbrunn waren ein aus der Gegend von Val Camonica stammendes Patriziergeschlecht, welches 1617 in den innerösterreichischen Adelsstand, 1685 in den Reichsritter- und 1729 in den österreichischen Freiherrnstand aufgenommen wurde, nachdem es bereits 1725 den Fürstbischof von Trient gestellt hatte.

## Geschichte
Die Gentilotti stammen aus Santicolo, einem mittlerweile zur Gemeinde Corteno Golgi in der Provinz Brescia gehörenden Ort im Val Camonica. Ende des 15. Jahrhunderts zogen sie nach Vermiglio auf den Sulzberg. Ein anderer Familienzweig ging zu Beginn des 16. Jahrhunderts nach Trient und erlangte dort vor 1528 das Bürgerrecht. Mattheus wird 1533 in Trient als Maurer- und Baumeister genannt und gelangte zu Reichtum.
Sein Sohn Cornelius, Doktor der Rechte, war 1574 Konsul von Trient. Von dessen drei Söhnen war Johannes Baptista (Giambattista) 1609 Arzt in Wasserburg am Inn, zog 1617 in die Steiermark und wurde Leibarzt von Erzherzog Leopold. Johann Benedikt, der einzige Sohn des Johann Baptist, war ebenfalls Jurist und mehrfacher Konsul von Trient. Seine beiden Söhne waren Johann Baptist (II.), Jurist und Hofkanzler in Trient, und Johann Bernhard (I.), Stadtpfarrer in Linz.
1617 werden Johannes Baptista, sein Bruder Augustinus und Johannes Franz, Probst in Völkermarkt und Archidiakon von Unterkärnten, von Erzherzog Ferdinand geadelt. Leopold I. erhebt 1685 Johannes Benedikt und seine Söhne Johann Baptist und Johann Bernhard in den Reichsritterstand. Schließlich wird 1729 Johann Franz von Gentilotti zu Engelsbrunn durch Karl VI. in den österreichischen Freiherrnstand aufgenommen.
Das Geschlecht erlosch mit dem Tod von Gianbenedetto Gentilotti 1806. In Trient steht in der Innenstadt noch der Palazzo Gentilotti mit dem Familienwappen.

## Persönlichkeiten
- Johannes Baptista (Giambattista) Gentilotti, Leibarzt von Erzherzog Leopold
- Johann Benedikt Gentilotti (1672–1725), Jurist und 1725 Fürstbischof von Trient
- Johann Franz von Gentilotti, Freiherr zu Engelsbrunn († nach 1751), Salzburger Hofkanzler

## Wappen

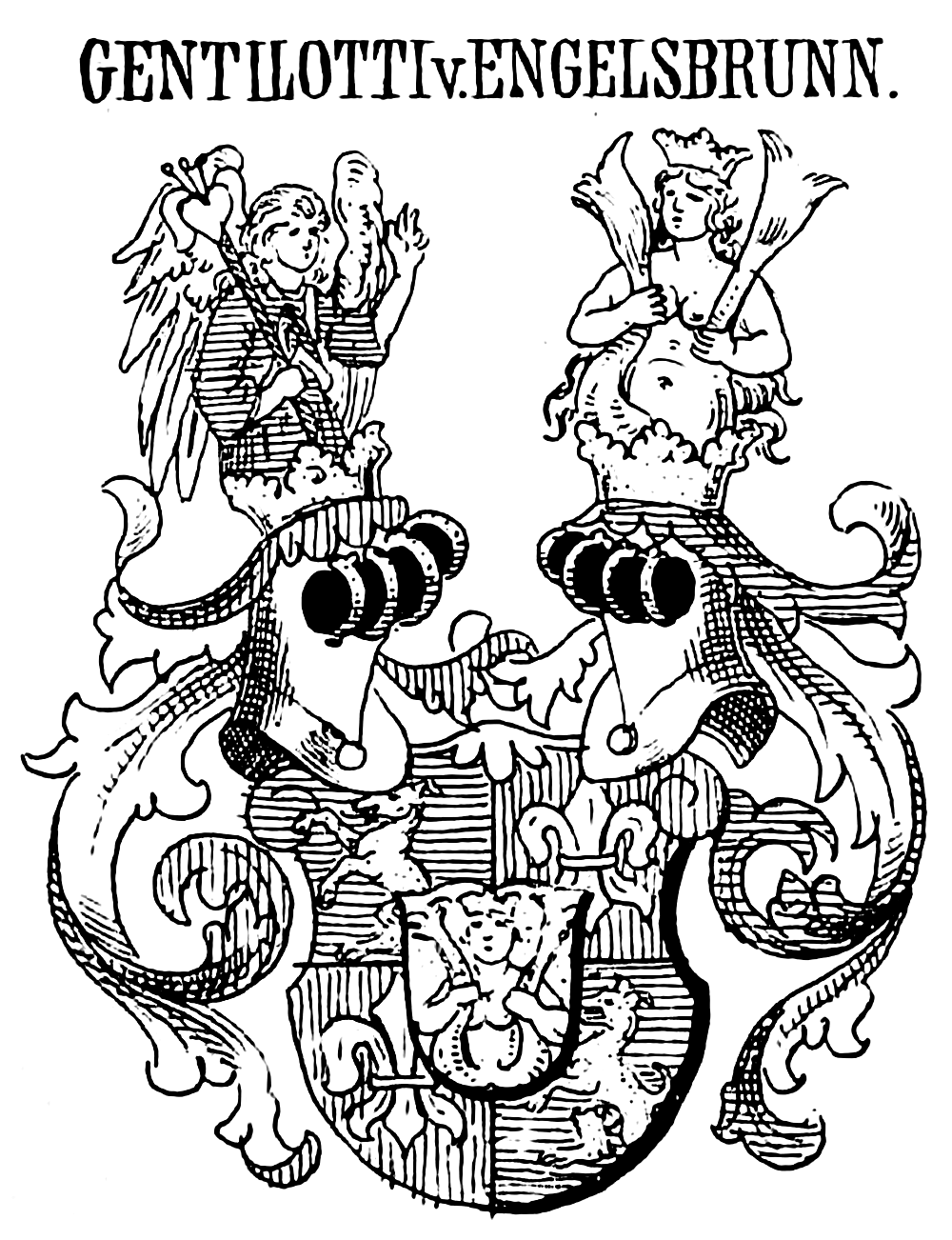
Wappen der Gentilotti

Das Wappen der Gentilotti (1685) besteht aus einem gevierten Schild in blau und rot mit (gekröntem) Herzschild, Feld 1 und 4 ein silberner Hund (später auch als Wiesel dargestellt). Im Feld 2 und 3 eine silberne Lilie; der Herzschild ist golden (oder grün mit Wellenwasserschildfuß) mit einer gekrönten Melusine (Meerjungfrau).

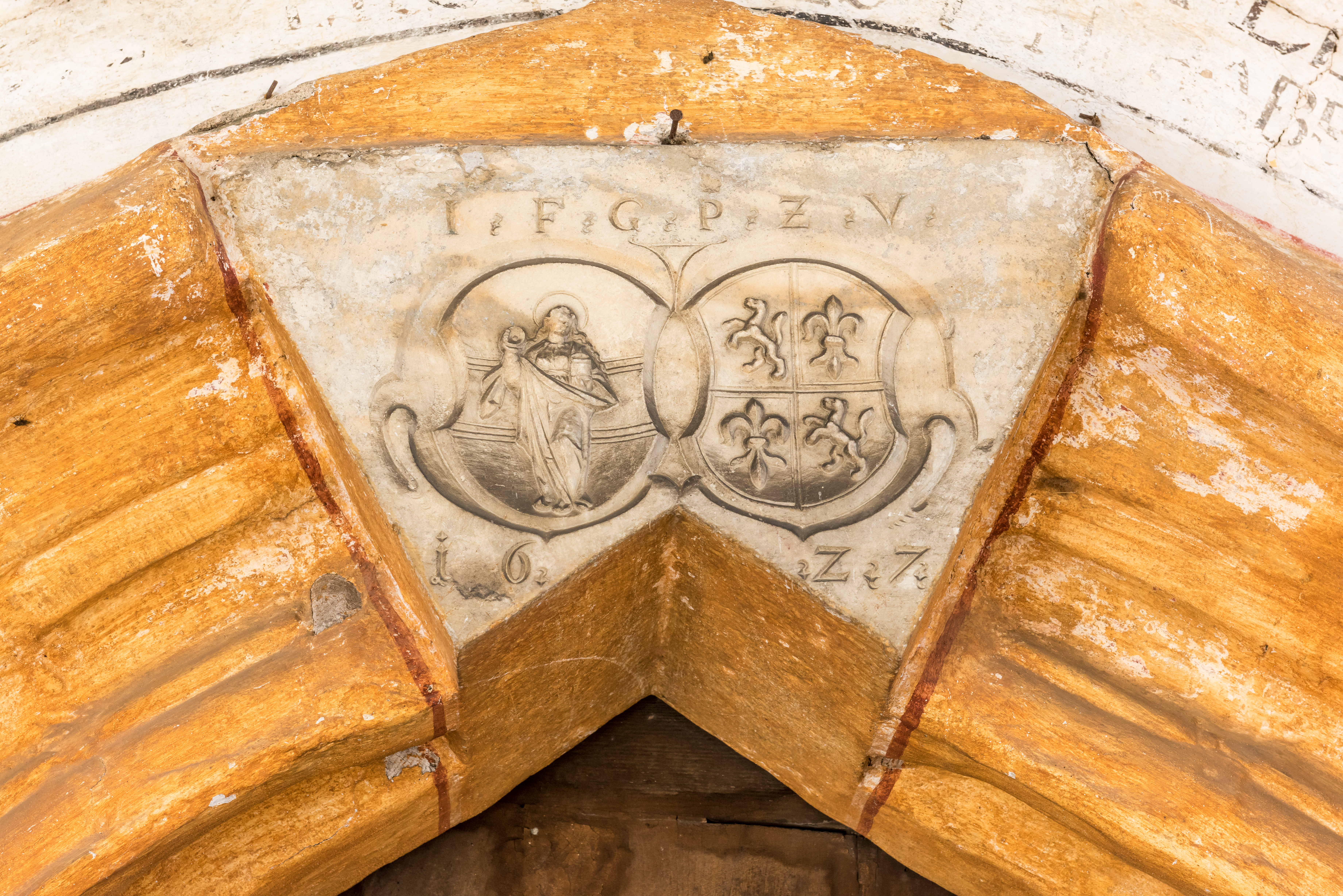
Schlussstein mit Wappen des Völkermarkter Propstes Dr. Johann Franz I. Gentilotti am Portal der Pfarrkirche in Sankt Michael ob der Gurk, Gemeinde Poggersdorf (ohne Herzschild mit Melusine), 1627

Oben zwei gekrönte offene Helme, der rechte mit einem wachsenden silbern gekleideten Engel mit goldenen Flügeln, in der Rechten ein Lilienszepter (bzw. natürliche silberne Lilie mit grünem Stängel) haltend; der linke mit der Meerjungfrau wie im Herzschild. Die Helmdecken sind rechts rot-silbern, links blau-golden (blau-silbern).